# 阴茎
陰莖（penis）又称阳具（phallus），是脊椎动物和无脊椎动物的雄性或雌雄同體的生殖器，主要用於在交配時排出精液，而胎盤哺乳類、有袋類也透過它排尿。
人类的阴茎主要由两条阴茎海绵体和一条尿道海绵体组成，外包筋膜和皮肤；人类阴茎分为头、体和根3部分，阴茎体上面为阴茎背，下面为尿道面。
有些动物的雄性生殖器官不使用阴茎这个名称，例如，大多數頭足綱使用交接腕（一種特化的觸手），蜘蛛則使用觸枝或插入器，昆虫则称阳茎（aedeagus）。即使在脊椎動物中，也有具有特殊名稱的變體，例如半陰莖。
另外，某些動物之雌性同樣擁有假性陰莖，如斑鬣狗。在真獸亚綱的生理结构中，阴茎还内含有尿道局部的出口端，可在排尿时释出尿液，而在需要交配时释出精液。

## 演化
許多脊椎动物与无脊椎动物都具有陰莖，但未必同源。例如哺乳动物的陰莖与大多数昆虫或藤壺（如跳蚤）并不相似。

## 脊椎動物
作為雄性的重要生殖器官，陰莖，可以勃起進行性交。對於哺乳動物來說，陰莖也是排泄器官。
很多有袋動物，除了兩種最大的袋鼠外，都有一個分叉的陰莖。也就是說，在陰莖的末端分成兩個柱狀物。
海豚可以自由控制它們的陰莖，一般用來感覺底部的物體。
藤壺是雌雄同体。相對於它們身長來說有最長的陰莖：長達它們體長的20倍。

## 文化

### 食用
中国的傳統民间文化存在以形補形的想法，透過食用动物阴茎，以試著強化男性的生育能力。但這種作法並沒有經過科學證實，也無法有效補充睾酮。
作為藥材的陰莖常稱為「鞭」，記入药史的有：牛鞭、虎鞭、鹿鞭、驴鞭、猴鞭等。

### 词源
“阴茎”一词出现在近代，原指阴蒂（相对地，“阳茎”才指阴茎），可能始见于清光绪六年（1880年）柯为良口译、林鼎文笔述的《全体阐微》卷三：“陰莖在内户前，合處頗似陽莖，……，質亦如陽莖，血至亦能起。”在1931年科学名词审查会（一个准官方科学名词审查组织）《医学名词汇编》中，条目中参考名仍有“阴茎”和“阴挺”，而决定名定作“阴蒂”。后来“阴茎”成为指代男性对应器官的学名。
而这一器官在汉语方言中有上百种名称。其中许多地区为源自动物名的称呼：如浙江西北部、安徽东南部、山东、闽南-台湾等地的部分地区称“鸟”（俗字作“屌”）、“𡳞鸟”等；从华北至西南的大片地区则均为源于“鸡”的称呼，如“鸡（儿）”“鸡巴”“鸡鸡”等；此外，珠三角部分地区称“雀”等，有遍布各地的零星方言点称“鸭（子）”等，东北部分地区称“牛”“牛子”等。除源于动物名的称呼外，还有“球”系、“卵”系、“脧”系等其他称呼，它们多分布在南方方言区和中原官话、兰银官话等地。此外，近代汉语中出现用“鞭”形容阴茎的用法；现代汉语中，“鞭”可作为不成词语素指代供食用或药用的一些雄兽的阴茎，如“牛鞭”。